# Rio Paracaí
O rio Paracaí é um curso de água do estado do Paraná.